# 晋州教育大学校
晋州教育大学校（チンジュきょういくだいがっこう、朝鮮語: 진주교육대학교、英語: Chinju National University of Education）は、大韓民国の慶尚南道晋州市にある国立大学。

## 歴史
1940年4月に開校した晋州師範学校が始まり。1945年の光復後も運営が継続された。
1963年3月、晋州教育大学が開校する。当時はまだ2年制の教育大学であった。1964年には付属学校として晋州教育大学付属国民学校が開校する。1983年3月に4年制に改編され、1993年、名称が晋州教育大学校となる。

## 組織

### 学部
- 道徳教育科
- 国語教育科
- 社会科教育科
- 数学教育科
- 科学教育科
- 体育教育科
- 音楽教育科
- 美術教育科
- 実科教育科
- 教育学科
- 英語教育科
- コンピュータ教育科

### 大学院
- 教育大学院
  - 初等教育科

## 学術交流協定
- 愛知教育大学[2]（日本）
- フィンドレー大学（アメリカ合衆国）